# چادرشب‌بافی
چادرشب‌بافی یکی از صنایع دستی سنتی ایران است. چادر شب، پارچه‌ای رنگارنگ و معمولاً با طرح چهارخانه است به جنس پنبه یا ابریشم که در مناطقی از مرکز (یزد)، شمال (خراسان شمالی، گیلان و مازندران) و جنوب (هرمزگان) ایران بافته می‌شود.

## چادرشب‌بافی شمال ایران
در گیلان به عنوان نوعی کمرپیچ برای زنان محلی استفاده می‌شود و بافت آن هم‌اکنون در روستای رویین (اسفراین) استان خراسان شمالی بیشتر از سایر شمال کشور رواج دارد. الیاف بکار رفته معمولاً ابریشمی و با رنگ‌های زنده و شاد است. ابعاد چادرشب معمولاً ۲×۲ بوده و دارای نقش‌های هندسی چهارخانه و اکثر با رنگ زمینه قرمز بافته می‌شود.
این پارچه از نخ‌های پنبه‌ای، پشم و ابریشمی از سالیان گذشته تاکنون با کاربردهای گوناگون بافته شده‌است. چادر شب که در اصطلاح محلی در استان مازندران و گیلان به آن لاون می‌گویند،
توسط دستگاه‌های پارچه بافی که توسط نجارهای محلی ساخته می‌شودبافته می‌شود که نام این دستگاه‌ها پچال است و در خانه‌ها بافته می‌شود. نخ‌های مورد استفاده را از مغازه‌های کاموابافی به نام کنافابافی تهیه می‌نمایند.
چادر شب یا چورشب یا لاون از دو جنس پشمی و ابریشمی بافته می‌شد که نوع ابریشمی آن را دارایی گفته می‌شود و مخصوص خانواده‌های اعیان بوده و اکثرانوع پشمی آن در خانه هر بومی مناطق گیلان یافت می‌شود.
چادرشب یا یک لاون معمولاً از شش تخته با طرح‌های ذهنی و بدون استفاده از نقشه یا طرح در رنگ‌های متنوع توسط زنان بافته می‌شود.

### پاچال یا دستگاه چادرشب‌بافی
عاروس:حلقه‌ای برای نگهداری ورد که از سقف آویزان می‌کنند.
ورد: دو عدد چوب ۵۰سانتی‌متری که به‌طور موازی در بین تارها قرار می‌دهند که تارها از بین رشته‌های نخی کنفی بین وردها می‌گذرند.
تار یا تان: راز میان ورد رشته‌های نخ‌هایی هستند که به‌طور افقی می‌گذرند.
شانه:یک وسیله چوبی که نخ‌های افقی تار از میان آن عبور می‌کنند و پس از هر رج بافت بر روی قسمت بافته شده کوبیده می‌شود.
تون: نخ‌هایی که به صورت عرضی قرار داده شده‌است.
ارج:وسیله‌ای چوبی که تیغه‌ای آهنی دارد، که برای ثابت نگه داشتن قسمت بافته شده به کار می‌رود.
دستکش: وسیله‌ای که از جنس شاخ گوزن ساخته می‌شود و در حفره درون پیش نورد قرار می‌گیرد و از محل نشستن بافنده یک طناب به آن وصل است که برای سفت کردن بافته به کار می‌رود.
پی نورد: چوبی که در روبه روی بافنده قرار دارد و برای جمع کردن قسمت بافته شده به کار می‌رود.
ماکو: تکه چوبی است که نخ تون برای بافت به دور ان می‌پیچد.
پس نورد: چوبی است، که به صورت افقی در پایه‌های عمودی دستگاه قرار دارد و به روی آن چوب‌های کوتاهی قرار دارد که به آن شوشه ŝuŝe یا نی شونه nyŝoneh و بسته شده و نخ‌های تار به دور آن پیچیده شده‌است.
هزنا: چوبی است مدور که در سوراخ تعبیه شده در پس نورد قرار دارد از این ابزار جهت شل یا سفت کردن پارچه بافته شده، استفاده می‌شود.
پاتی کلی: دو عدد چوبی است، که در قسمت زیرین دستگاه جهت قرار گرفتن پای بافنده تعبیه شده‌است، که به وسیله آن بافنده تارها را از یکدیگر جهت بافت و عبور دادن ماکو از میان تار استفاده می‌کند.
تخته پاچال: قسمتی چوبی از دستگاه است که بافنده بر روی آن می‌نشیند. اجزا در طرح قابل مشاهده است

### فرایند چادرشب‌بافی
برای شروع ابتدا خانم‌های محل به دور هم جمع می‌شوند و تعدادی چوب با توجه به اندازه پارچه چادرشب در زمین فرومی‌کنند که این کار برای انجام عمل چله کشی است.
بعدنخ‌ها را به تفکیک رنگ و نقشه‌ای که دارند به صورت یکی در میان بین چوب‌ها به صورت زیگزاگ می‌کشند.
سپس آن‌ها را به دور پس نورد می‌پیچند سپس آن‌ها را از طریق شانه به پیش نورد متصل می‌کنند و با دستکش نورد را نگه می‌دارند و نخ‌ها را محکم کشیده که در این مرحله تارها آماده بافت شده‌اند ونخ پود را درون ماکو می‌گذارند و از میان تارها عبور می‌دهند و بعد از بافت هر رج روی آن شانه می‌کوبند.

### کاربردهای چادرشب
- از آن برای بستن دور کمر استفاده می‌کردند چون از نفوذ رطوبت به بدن جلوگیری می‌کرد.
- در جهاز هر دختری برای رو جهازی آن استفاده می‌شده‌است.
- به عنوان رو تختی و ساک دستی و جانماز نیز استفاده می‌شده‌است.

## چادرشب‌بافی مرکز ایران
چادرشب در یزد و اردکان (به گویش محلی: چادیشُو) به پارچه‌ای معمولاً با طرح چهارخانه، معمولاً از جنس پنبه و ویسکوز با آهار نشاسته گفته می‌شود که با طرح‌های مختلف برای استفاده‌های گوناگون تولید می‌شود.

### انواع و موارد استفاده چادرشب در یزد
- طرح پیچازی نازک و نقش‌دار است و به عنوان رخت‌خواب‌پیچ از آن استفاده می‌شود. چادرشب پیچازی در اندازه ۲ متر در ۲ متر و در رنگ‌های نیلی، قرمز، زرد، سبز و مشکی تولید می‌شود.
- گونه دیگر که ضخیم‌تر است چادرشب بیابانی یا صحرایی است و طرح آن خِتکی نامیده می‌شود. چادرشب بیابانی در قدیم برای حمل علوفه و فرآورده‌های کشاورزی برای روستاییان و به عنوان بقچه برای بسته‌بندی مورد استفاده قرار می‌گرفته.
- نوع دیگری نیز وجود دارد که راه‌راه است و به نام سفره شناخته می‌شود و به عنوان سفره نیز مورد استفاده قرار می‌گیرد.
- چادرکژ نوعی از چادرشب بود که پیش از ترویج چادر مشکی بین زنان ایرانی، زنان در یزد می‌پوشیدند اما تولید آن دیگر انجام نمی‌شود.
- چادرشب طرح نباتی نیز در برخی از مناطق یزد به عنوان دستار برای مردان مورد استفاده بوده‌است.[۲]

### تولید چادرشب در یزد
در گذشته بیشتر مردان و زنان یزد، اردکان و زارج در کنار کار کشاورزی به تولید پارچه‌های چادرشب مشغول می‌شدند اما امروزه تولید این نوع پارچه در سطح محدودی ادامه دارد.

## روستای جهانی چادرشب‌بافی
روستای قاسم آباد در بهمن ماه ۱۳۹۸ موفق شد عنوان «روستای جهانی چادرشب بافی» را بدست آورد و در فهرست روستاها و شهرهای جهانی یونسکو قرار بگیرد. طرح و نقش زیبای چادرشب‌های قاسم آباد اغلب به‌صورت ذهنی است و بر اساس نقشه بافته نمی‌شوند.